# 俺は透明人間!
『俺は透明人間！』（おれはとうめいにんげん）は、1970年11月1日から1971年1月31日までフジテレビ系列で毎週日曜日17:30 - 18:00に放送された特撮テレビドラマ。ピー・プロダクション製作。モノクロ作品。全13話。

## 概要
「透明人間」をモチーフにした特撮ファンタジーで、これに主人公・シコベエをはじめとする子供たちがさまざまな事件を解決していくという、「少年探偵団」的な要素も含まれている。
1969年に制作されたが、諸事情により1年遅れて放送された。当時はテレビがカラーへの移行期であり、テレビ特撮番組としては本作品が最後のモノクロ作品である。
シコベエが透明になる描写は、一度実写で撮影したものを輪郭線をセルにトレスしてアニメ合成するという手法が採られている（輪郭線は黒）。監督の1人である長谷部安春は日活のアクション作品を手掛けており、本作品でもアクションに力を入れている。
本作品のフィルムに関してはピー・プロにもほとんど現存していないとされており、ピー・プロの主題歌集ビデオにも本作品の主題歌映像は収録されていない。唯一のソフト化としては、1980年代にSHOWAから発売されたビデオ「シルバージャガーの誕生」に第1話のダイジェスト版が収録されているのみであり、オープニングとエンディング部分は収録されていない。このビデオ以外の全13話分が収録されたDVD、ブルーレイソフトの発売やCSチャンネルなどの放映もこれまで一切されていない。

## あらすじ
東京で廃品回収を営む三上健次の所に、健次の甥であるシコベエこと三上彦兵衛がやって来た。感情が高まった時や怒ったり、悲しんだり、驚いた時に「カチョーラ、カチョーラ」と唱えると透明人間になれる特殊な能力（詳細は不明）を持つシコベエは、そんな自分を理解してくれる友達を探すために上京してきたのだった。やがて、「オヤブン」「ジロタン」「トノサマ」「アネゴ」といった友達ができると、シコベエは透明人間になって珍騒動を巻き起こしたり、友達や部長刑事・井原与之助と共に怪しい事件を解決したりする。

## スタッフ
- プロデューサー：別所孝治（フジテレビ）、元村武
- 撮影：中町武、柿田勇
- 美術：飯田公夫
- 編集：阿良木佳弘
- 監督：樋口弘美、長谷部安春、堀池清、内田一作 ほか
- 脚本：辻真先、山崎忠昭、雪室俊一、松本孝二、渡辺臣蔵 ほか
- 助監督：堺武夫 ほか
- 製作 : フジテレビ、ピー・プロダクション

## 主題歌
- 『俺は透明人間』作詞：山上路夫 作曲：いずみたく 歌：加藤みどり、ハニー・ナイツ
- 放送当時は商品化されず、2017年にキングレコードから発売された6枚組CD-BOX、「うしおそうじ（鷺巣富雄）ピープロ全曲集」にて、初の商品化となった。なお同CD-BOXには映像作品から録られた同曲のテレビサイズも収録されている。

## キャスト
- 三上彦兵衛 （シコベエ）： 渡辺幸保
- 三上健次 （シコベエの叔父）： 深江章喜
- 井原与之助 （大江戸警察署の部長刑事）： 高品格
- どくろ団の首領（第1話）：大平透
- 上村竜一、小泉政宏、北原和美、山口暁  ほか

## 放映リスト
1. 謎のどくろ団（1970年11月1日）
2. 透明大作戦（11月8日）（脚本/雪室俊一、監督/樋口弘美）
3. 太陽に向かってぶっとばせ（11月15日）（脚本/松本孝二、監督/樋口弘美）
4. 手錠のままの脱走（11月22日）
5. 殺し屋さんありがとう（11月29日）
6. 共犯者を追え（12月6日）（脚本/松本孝二、監督/樋口弘美）
7. かあちゃん作戦（12月13日）（脚本/渡辺臣蔵、監督/樋口弘美）
8. お礼はするぜ（12月20日）（脚本/雪室俊一、監督/堀池清）
9. 愛して愛して消えちゃった（12月27日）
10. 我ら海の子海の親（1971年1月10日）
11. 爆発5秒前（1月17日）
12. 決闘地上50M（1月24日）
13. 黒い潜水艦（1月31日）